# Sassnitz
Sassnitz (stavning före 2 februari 1993: Saßnitz) är en hamnstad på ön Rügen i nordtyska förbundslandet Mecklenburg-Vorpommern.

## Historia
Sassnitz bestod från början av två orter; Crampas och Sassnitz som 1906 slogs samman och Sassnitz blev det gemensamma ortnamnet. Sassnitz kom under 1800-talet att utvecklas till ett populärt turistmål då allt fler började resa på badsemestrar till den tyska östersjökusten och ön Rügen. Bland de som besökte Sassnitz fanns Theodor Fontane som här hämtade inspiration till sin roman Effi Briest i Sassnitz. I början av 1900-talet skapades strandpromenaden och hotell och pensionat etablerades.
Även fiskeindustrin utvecklades till en viktig del av näringslivet. 1878 började Sassnitz trafikeras med båt från Stettin. 1891 anslöts Sassnitz till järnvägsnätet. Orten har sedan 1897 haft trafik till Trelleborg i Skåne, men denna trafik upphörde våren 2020, och ersattes i september 2020 av en snabbfärja som istället trafikerar linjen Ystad-Sassnitz. Reguljära tågfärjor på linjen började gå 1909. Under samma period upprättades trafik även till Rønne och Klaipėda.
Under DDR-tiden fick Sassnitz stadsrättigheter 1957. 1982-1986 byggdes den nya hamnen i Mukran, ca 5 km söder om Sassnitz tätort. Efter 1991 flyttades färjetrafiken från centrala Sassnitz ut dit. Efter återföreningen har en omfattande renovering och sanering av staden och dess byggnader genomförts, bland annat har de gamla hotellbyggnaderna återfått sitt utseende.
Söder om Sassnitz ligger den av Kraft durch Freude anlagda semesteranläggningen Prora.

### Befolkningsutveckling
Befolkningsutveckling  i Sassnitz
Källa:,, 

## Kommunikationer

### Sassnitzexpressen
Sassnitzexpressen var namnet på ett internationellt snälltåg på rutten Malmö-Berlin vars vagnar spred ut sig över en stor del av centrala och östra Europa, samt Skandinavien. I tåget gick sovvagnar från Oslo och Göteborg vidare mot Moskva via Warszawa, Brest och Minsk, och vice versa. Andra vagnar hade München som destination. Stundtals gick vagnar till och från Balkan i tåget.

### Fährhafen Sassnitz
Fährhafen Sassnitz, Mukran Port (f.d. Neu Mukran) är ett färjeläge söder om Sassnitz. (Hamnen i centrala Sassnitz heter Sassnitz Stadthafen). Hamnen ligger invid stadsdelen Dubnitz.
En linje som trafikeras med katamaran gick mellan Ystad och Sassnitz från hösten 2020, som sedan 2023 går till Trelleborg.
Det finns även förbindelser med Rønne på Bornholm hela året, samt till Klaipėda och Sankt Petersburg.

## Vänorter
Staden Sassnitz har följande vänorter:
- Cuxhaven i Tyskland (sedan 1990)
- Trelleborg i Sverige (sedan 1992)
- Kingisepp i Ryssland (sedan 2003)
- Huai'an i Kina (sedan 2007)

## Galleri

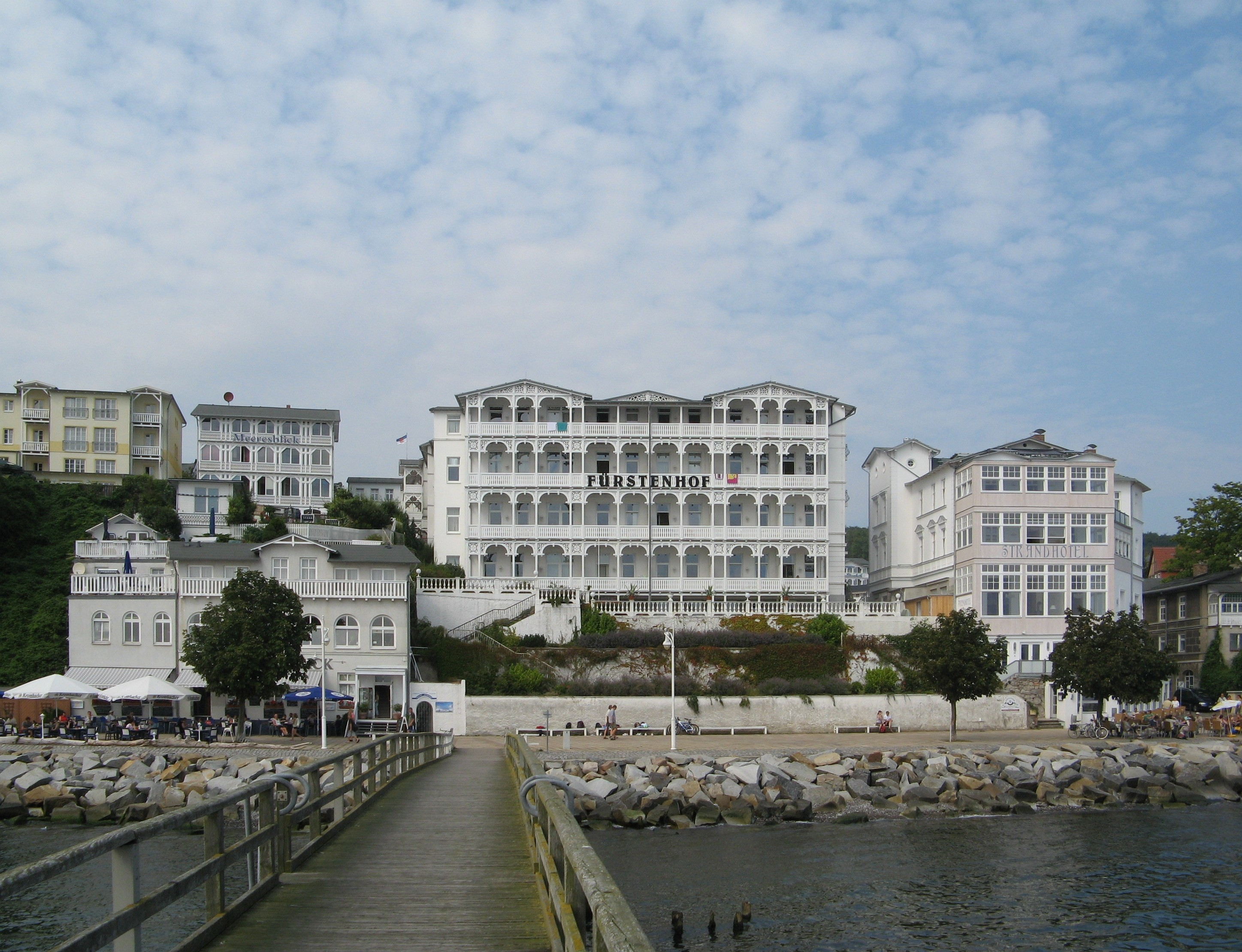
Hotell Fürstenhof
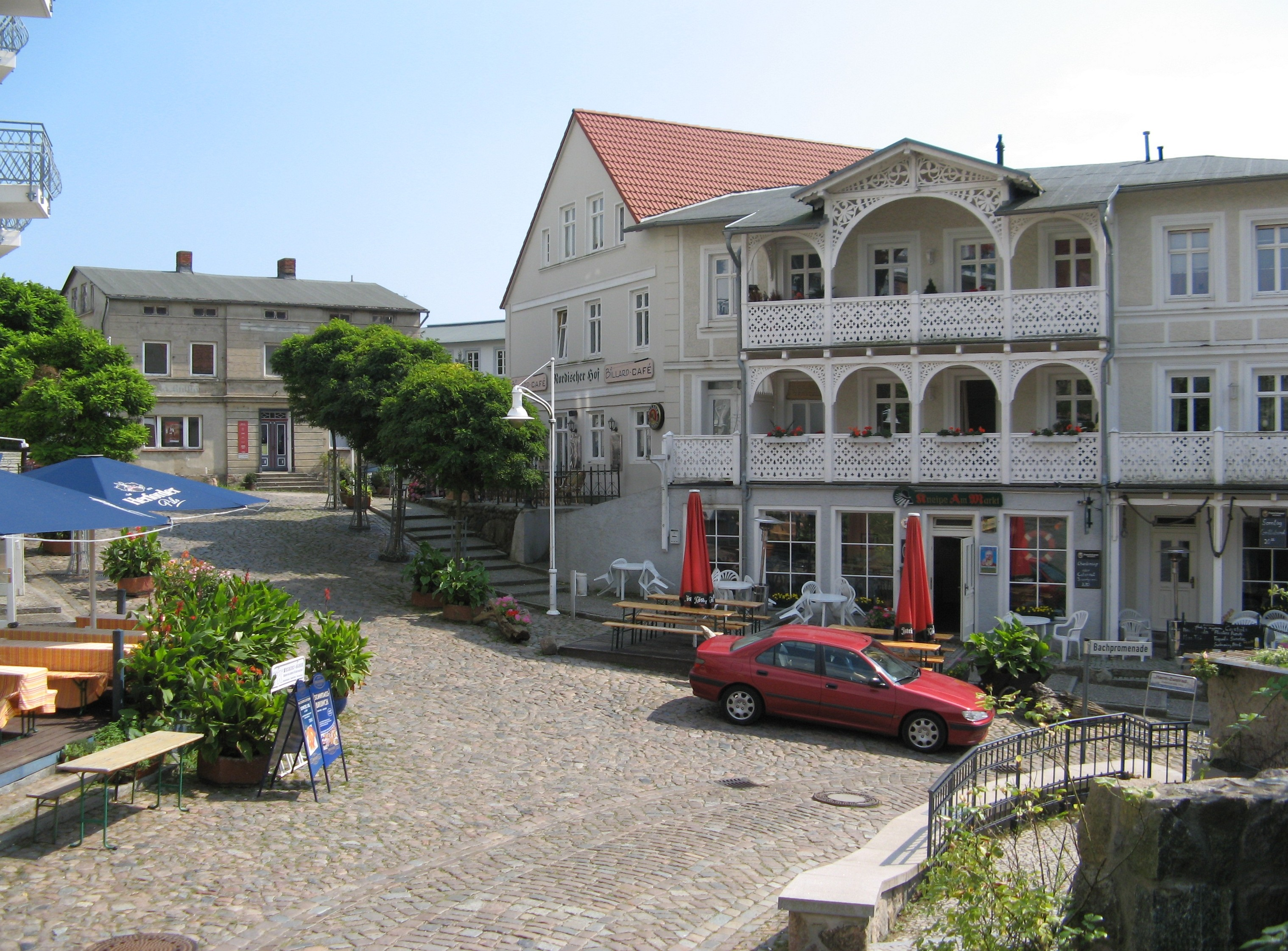
Marktplatz am Steinbach
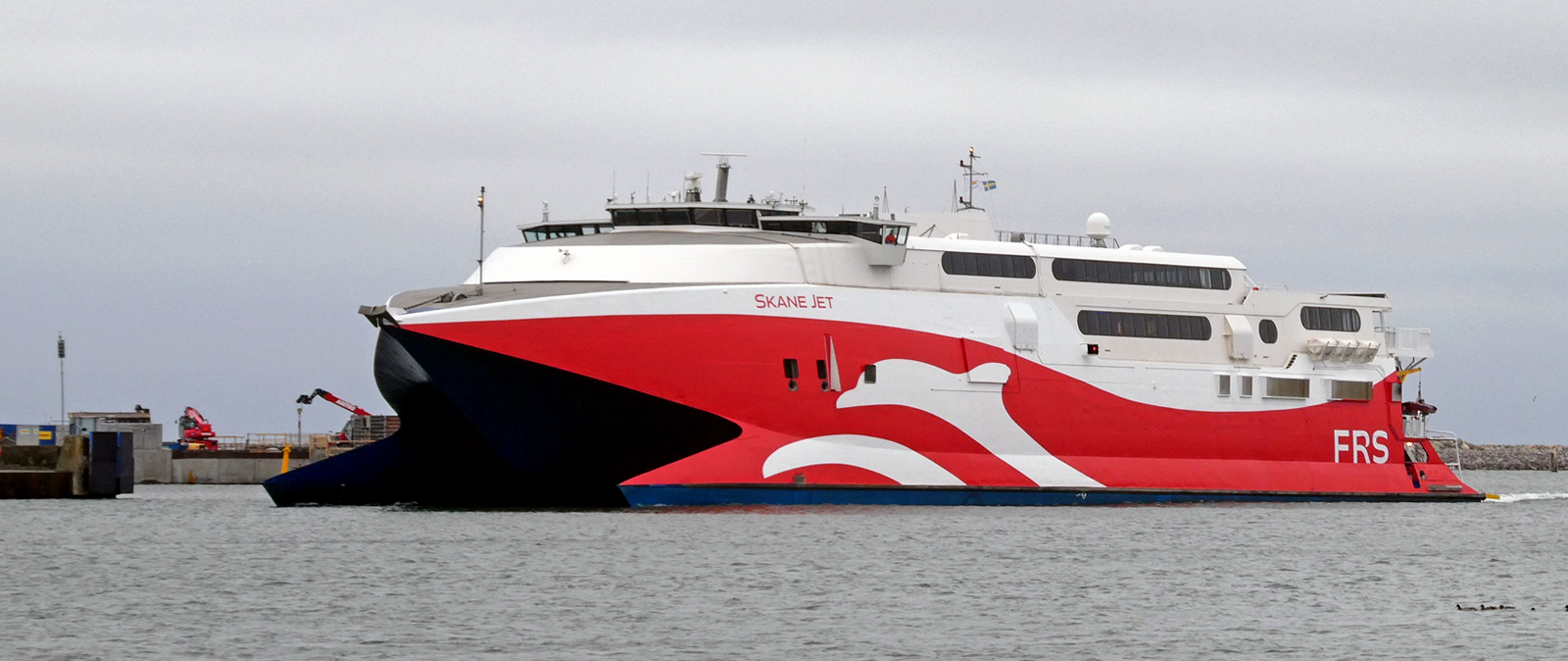
Katamaranen HSC Skane Jet trafikerar linjen Sassnitz-Trelleborg.